# Strugienice
Strugienice – wieś w Polsce położona w województwie łódzkim, w powiecie łowickim, w gminie Zduny.

## Podział administracyjny
| SIMC    | Nazwa             | Rodzaj    |
| ------- | ----------------- | --------- |
| 0740056 | Bielawy           | część wsi |
| 0740079 | Koniec            | część wsi |
| 0740085 | Młyn Strugienicki | część wsi |
| 0740091 | Środek            | część wsi |
| 0740100 | Winkiel           | część wsi |

W latach 1975–1998 miejscowość administracyjnie należała do województwa skierniewickiego.

## Historia

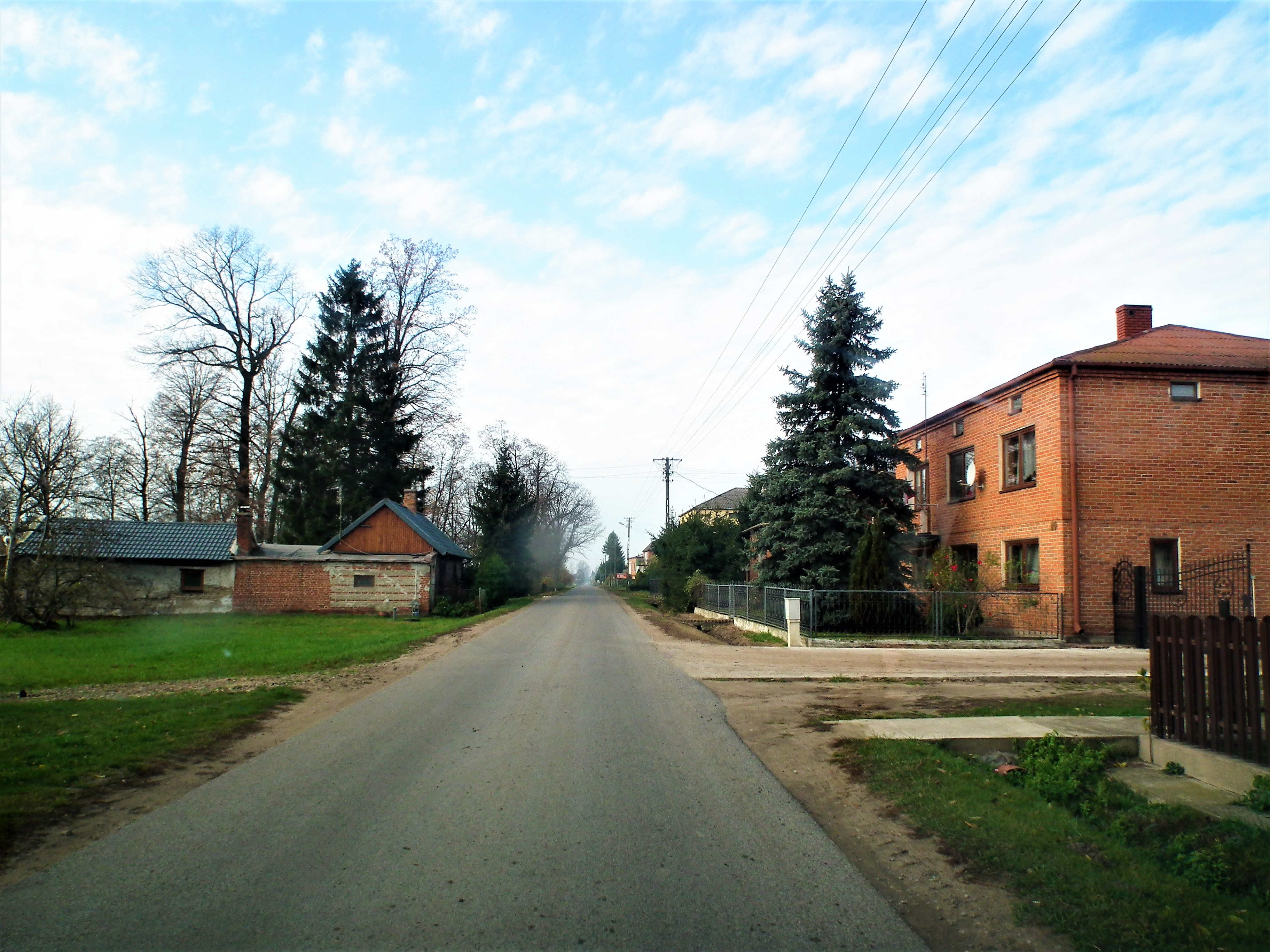
Główna ulica wsi

Wieś istnieje co najmniej od XIV wieku kiedy to w 1369 została wspomniana w łacińskim dokumencie sygnowanym przez Jarosława Skotnickiego, który założywszy nowe wójtostwo, zobowiązał wójta oraz jego następców do oddawania dziesięciny plebanowi zduńskiemu.
Na początku XVI wieku mieszkańcy nie płacili już dziesięciny, a tylko meszne plebanowi w Zdunach.
W 1576 miejscowość była wsią należącą do kleru i stanowiła część arcybiskupstwa gnieźnieńskiego w powiecie orłowskim województwa łęczyckiego Rzeczypospolitej Obojga Narodów. Była wsią klucza zduńskiego arcybiskupów gnieźnieńskich. Miała wówczas 24 łany powierzchni, 2 zagrodników i 2 karczmy.
Po rozbiorach Polski miejscowość znalazła się w zaborze rosyjskim. Jako wieś leżącą w gminie Bąków parafii Zduny opisał ją XIX wieczny Słownik geograficzny Królestwa Polskiego. W 1827 roku we wsi znajdowało się 51 domów z 353 mieszkańcami. W 1882 wraz z innymi wsiami księstwa łowickiego nadana została księciu Konstantemu. W 1890 było 68 domów, w których mieszkało 564 mieszkańców. Miejscowość liczyła w sumie 1685 morg obszaru w tym: 878 morg pastwisk oraz 80 nieużytków. Ludność trudniła się głównie rolnictwem i pasterstwem. W miejscowości znajdował się wówczas młyn napędzany kołem wodnym oraz szkoła początkowa.
16 września 1939 żołnierze Wehrmachtu zamordowali 10 mieszkańców.
We wsi istniała szkoła podstawowa, którą zamknięto w 2005 roku ze względu na małą liczbę uczniów. W Strugienicach funkcjonuje zawiązana w 1910 roku Ochotnicza Straż Pożarna. W centralnej części wsi znajduje się Dom Ludowy, pełniący także rolę Domu Weselnego.
Miejscowość leży nad rzeką Bzurą. Obok mostu nad Bzurą stoi zabytkowy młyn.